# Riza Doğan
Pour les articles homonymes, voir Rıza.
Riza Doğan (né en 1931 et mort en avril 2004) est un lutteur turc spécialiste de la lutte gréco-romaine. Il participe aux Jeux olympiques d'été de 1956 en combattant dans la catégorie des poids légers (62-67 kg) et remporte la médaille d'argent.

## Palmarès

### Jeux olympiques
- Jeux olympiques de 1956 à Melbourne,  Australie
  -  Médaille d'argent.